# Port lotniczy Hughes
Port lotniczy Hughes, Hughes Airport (kod IATA: HUS, kod ICAO: PAHU, FAA LID: HUS) – publiczny amerykański port lotniczy obsługujący miasto Hughes w stanie Alaska, w obszarze Yukon-Koyukuk, leży około 1,8 km na południowy zachód od centrum.
Z lotniska w 2008 przy lotach rozkładowych skorzystało 1104 pasażerów, co było spadkiem o 3,83% w porównaniu z rokiem poprzednim, kiedy odprawiono 1148, w 2006 było to 1137 osób. W 2005 w Hughes wykonano 1480 operacji lotniczych (średnio 4 dziennie) z czego 74% to air taxi, 25% lotnictwo ogólne i 1% loty wojskowe.
Port lotniczy posiada jeden żwirowy pas startowy o wymiarach 1030 × 30 m.

## Linie lotnicze i połączenia
- Wright Air Service (Fairbanks [via Tanana], Tanana)[4]